# Joël Rüegger
Joël Rüegger (* 11. Januar 1995) ist ein Schweizer Unihockeyspieler. Er steht beim Nationalliga-A-Vertreter Grasshopper Club Zürich unter Vertrag.

## Karriere

### Verein

#### Grasshopper Club Zürich
Rüegger begann seine Karriere beim Grasshopper Club Zürich. 2011 wurde er erstmals in einem Spiel der ersten Mannschaft eingesetzt. Den Rest der Saison 2011/12 verbrachte er in der U21-Mannschaft der Grasshoppers. 2012 wurde er anschliessend fix in das Kader der ersten Mannschaft integriert. 2014 konnte er den Schweizer Cup gewinnen. 2016 stand er mit den Grasshoppers erneut im Cupfinal, doch die Mannschaft konnte dieses Mal nicht gewinnen. In der Saison 2015/16 wurde er mit den Grasshoppers zum ersten Mal Schweizer Meister. Am 25. Februar 2017 konnte er mit GC ebenfalls den Schweizer Cup gewinnen. Am 24. Februar 2018 stand er erneut im Final des Schweizer Cups, die Mannschaft scheiterte jedoch am SV Wiler-Ersigen.

### Nationalmannschaft
2015 debütierte er an der Euro Floorball Tour für die Schweizer Unihockeynationalmannschaft. Ein Tor gelang ihm bei diesem Turnier in drei Partien nicht. Beim 11:3-Sieg über Deutschland erzielte er seinen ersten Treffer bei einem Pflichtspiel der Schweizer Unihockeynationalmannschaft.

## Erfolge
- Schweizer Meister: 2016, 2022
- Schweizer Cup: 2017